# Stergamataea dolliata
Stergamataea dolliata là một loài bướm đêm trong họ Geometridae.